# リベリア議会
リベリア議会（リベリアぎかい、英語: Legislature of Liberia）は、リベリアの立法府である。

## 概要
上院に相当する元老院と下院に相当する代議院の両院で構成する。